# Мерідіан (Пенсільванія)
Мерідіан (англ. Meridian) — переписна місцевість (CDP) в США, в окрузі Батлер штату Пенсільванія. Населення — 3760 осіб (2020).

## Географія
Мерідіан розташований за координатами 40°51′9″ пн. ш. 79°57′17″ зх. д. / 40.85250° пн. ш. 79.95472° зх. д. (40.852595, -79.954855).  За даними Бюро перепису населення США в 2010 році переписна місцевість мала площу 7,31 км², з яких 7,29 км² — суходіл та 0,01 км² — водойми.

## Демографія
Згідно з переписом 2010 року, у переписній місцевості мешкала 3881 особа в 1565 домогосподарствах у складі 1164 родин. Густота населення становила 531 особа/км².  Було 1622 помешкання (222/км²).
Расовий склад населення:
| - 98,2 % — білих - 0,4 % — чорних або афроамериканців - 0,2 % — азіатів - 0,1 % — вихідців з тихоокеанських островів - 0,1 % — корінних американців |

До двох чи більше рас належало 0,8 %. Частка іспаномовних становила 1,1 % від усіх жителів.
За віковим діапазоном населення розподілялося таким чином: 21,6 % — особи молодші 18 років, 58,4 % — особи у віці 18—64 років, 20,0 % — особи у віці 65 років та старші. Медіана віку мешканця становила 44,7 року. На 100 осіб жіночої статі у переписній місцевості припадало 95,8 чоловіків;  на 100 жінок у віці від 18 років та старших — 90,8 чоловіків також старших 18 років.
Середній дохід на одне домашнє господарство  становив 73 589 доларів США (медіана — 60 852), а середній дохід на одну сім'ю — 90 359 доларів (медіана — 68 409). Медіана доходів становила 64 875 доларів для чоловіків та 36 134 долари для жінок. За межею бідності перебувало 3,4 % осіб, у тому числі 1,2 % дітей у віці до 18 років та 2,1 % осіб у віці 65 років та старших.
Цивільне працевлаштоване населення становило 1790 осіб. Основні галузі зайнятості: освіта, охорона здоров'я та соціальна допомога — 26,6 %, роздрібна торгівля — 13,2 %, виробництво — 12,7 %.